# Вја Вомано (Терамо)
Вја Вомано (итал. Via Vomano) је насеље у Италији у округу Терамо, региону Абруцо.
Према процени из 2011. у насељу је живело 210 становника. Насеље се налази на надморској висини од 97 м.